# Burgstall Hartham
Der Burgstall Hartham ist eine abgegangene mittelalterliche Höhenburg auf 350 m ü. NN etwa 300 Meter östlich von Hartham, einem Weiler der Gemeinde Offenberg im niederbayerischen Landkreis  Deggendorf von Bayern. Die Anlage wird als Bodendenkmal unter der Aktennummer D-2-7143-0064 im Bayernatlas als „Burgstall des Mittelalters“ geführt.

## Beschreibung
Oberhalb des Laubbaches, einem linken Zufluss der Schwarzach, liegt der gut erhaltene Burgstall. Das ovale und mit Laubholz bewachsene Plateau hat die Ausmaße von 35 (Ost-West-Richtung) x 23 (Nord-Süd-Richtung) m und ist leicht von Süd nach Nord und von Ost nach West geneigt. Am Ostrand befindet sich eine schildwallartige Erhebung, im Westteil zeugt ein Trichterloch mit einer benachbarten Auswurfhalde von einer Eingrabung. Von den noch 1938 vorhandenen Mauerresten ist nichts mehr zu sehen. Von der Südseite des Plateaus beginnend verläuft im Abstand von 10 m ein bogenförmiger Wall nach Westen, der nach außen durch die Hanglage etwas angesteilt ist. Die Abriegelung des Burgstalls nach Süden bildet ein bis zu 10 m tiefer Abschnittsgraben. Dieser wird im Oster merklich flacher und gabelt sich im Nordosten zu zwei parallelen, nach Norden gerichteten Gräben.